# کرفس‌سانان
کرفس‌سانان (Apiales) راسته‌ای از گیاهان گل‌دار شامل دو تیره عشقه‌ایان با ۷۰۰ گونه و چتریان با ۳۰۰۰ گونه علفی یا چوبی است که در مناطق معتدل می‌رویند و دارای برگهای مرکب و لَپ‌دار و مجاری ترشحی کاملاً تکوین‌یافته و معطر هستند؛ تخمدان آنها دوبرچه‌ای و میوه‌شان خشک است که پس از رسیدن از میان به دو نیم می‌شود و هر نیمه یک دانه دارد.